# Landkreis Schrobenhausen
Der Landkreis Schrobenhausen gehörte zum bayerischen Regierungsbezirk Oberbayern. Er bestand bis zur Gebietsreform im Jahre 1972. Sein ehemaliges Gebiet liegt heute im Wesentlichen in den Landkreisen Neuburg-Schrobenhausen und Pfaffenhofen an der Ilm.

## Geographie

### Wichtige Orte
Die einwohnerstärksten Orte waren die Kreisstadt Schrobenhausen sowie Hohenwart, Langenmosen und Berg im Gau.

### Nachbarkreise
Der Landkreis grenzte 1972 im Uhrzeigersinn im Norden beginnend an die Landkreise Neuburg an der Donau, Ingolstadt, Pfaffenhofen an der Ilm und Aichach.

## Geschichte

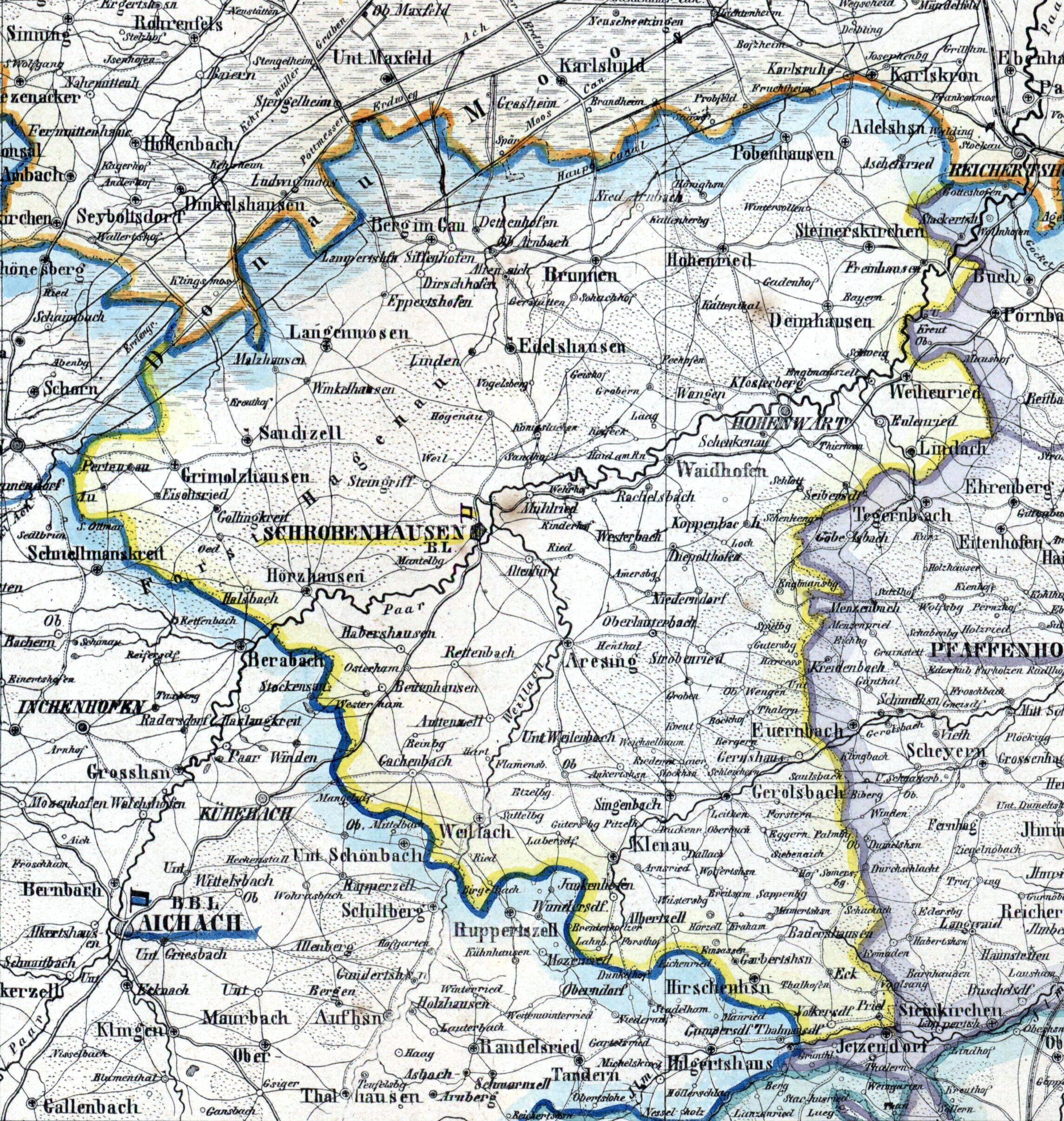
Bezirksamt Schrobenhausen auf einer Administrativ-Karte von 1860

### Bezirksamt
Das Bezirksamt Schrobenhausen folgte im Jahr 1862 dem flächengleichen Landgericht älterer Ordnung Schrobenhausen.
Die Gemeinde Volkersdorf wechselte am 1. August 1927 ins Bezirksamt Pfaffenhofen an der Ilm.

### Landkreis
Am 1. Januar 1939 wurde wie sonst überall im Deutschen Reich die Bezeichnung Landkreis eingeführt. So wurde aus dem Bezirksamt der Landkreis Schrobenhausen.
Am 1. Juli 1972 wurde der Landkreis Schrobenhausen im Zuge der Gebietsreform in Bayern aufgelöst:
- Die Gemeinde Grimolzhausen kam zum Landkreis Aichach-Friedberg.
- Die Gemeinden  Alberzell, Freinhausen, Gerolsbach, Hirschenhausen, Hohenwart, Klenau, Klosterberg, Koppenbach, Seibersdorf, Singenbach, Strobenried und Weichenried wurden dem Landkreis Pfaffenhofen an der Ilm zugeschlagen.
- Alle übrigen Gemeinden wurden mit dem östlichen Teil des Landkreises Neuburg an der Donau und der zuvor kreisfreien Stadt Neuburg an der Donau zum neuen Landkreis Neuburg an der Donau zusammengefasst.[3][4] Der Landkreis wurde am 1. Mai 1973 in Landkreis Neuburg-Schrobenhausen umbenannt.[5]

## Einwohnerentwicklung
| Jahr | Einwohner | Quelle |
| ---- | --------- | ------ |
| 1864 | 18.058    | [ 6 ]  |
| 1885 | 19.686    | [ 7 ]  |
| 1900 | 19.912    | [ 8 ]  |
| 1910 | 21.728    | [ 8 ]  |
| 1925 | 22.415    | [ 9 ]  |
| 1939 | 22.652    | [ 10 ] |
| 1950 | 32.915    | [ 11 ] |
| 1960 | 28.700    | [ 12 ] |
| 1971 | 31.600    | [ 13 ] |

## Politik

### Bezirksamtsvorstände
- 1862–1865: Alois Allioli
- 1865–1876: Franz von Tautphöus
- 1876–1878: Andreas Weckerle
- 1878–1893: Cajetan Kaiser
- 1893–1896: Lorenz Gaggell
- 1896–1899: Hermann Reus
- 1899–1911: Adalbert Dilg
- 1911–1919: Ernst Luthart
- 1919–1936: Emil Schneider
- 1936–1938: Michael Fellner
- 1938–1939: Heinz Doering (Bezirksamtmann bis zum 1. Dezember 1938)

### Landräte
- 1938–1939: Heinz Doering (Landrat ab dem 1. Januar 1939)
- 1939–1945: Andreas Jäger
- 1945:–1945 Fritz Stocker
- 1945–1946: Philipp Kitzinger
- 1946–1961: Franz Gunderlach
- 1961–1972: Walter Asam

## Gemeinden
Die Gemeinden, die es heute noch gibt, sind fett geschrieben.

Landkreis Schrobenhausen, Gemeindegrenzenkarte von 1961

| frühere Gemeinde | heutige Gemeinde | heutiger Landkreis                |
| ---------------- | ---------------- | --------------------------------- |
| Adelshausen      | Karlskron        | Landkreis Neuburg-Schrobenhausen  |
| Alberzell        | Gerolsbach       | Landkreis Pfaffenhofen an der Ilm |
| Aresing          | Aresing          | Landkreis Neuburg-Schrobenhausen  |
| Berg im Gau      | Berg im Gau      | Landkreis Neuburg-Schrobenhausen  |
| Brunnen          | Brunnen          | Landkreis Neuburg-Schrobenhausen  |
| Deimhausen       | Hohenwart        | Landkreis Pfaffenhofen an der Ilm |
| Diepoltshofen    | Waidhofen        | Landkreis Neuburg-Schrobenhausen  |
| Edelshausen      | Schrobenhausen   | Landkreis Neuburg-Schrobenhausen  |
| Freinhausen      | Hohenwart        | Landkreis Pfaffenhofen an der Ilm |
| Gachenbach       | Gachenbach       | Landkreis Neuburg-Schrobenhausen  |
| Gerolsbach       | Gerolsbach       | Landkreis Pfaffenhofen an der Ilm |
| Grimolzhausen    | Pöttmes          | Landkreis Aichach-Friedberg       |
| Hirschenhausen   | Jetzendorf       | Landkreis Pfaffenhofen an der Ilm |
| Hohenried        | Brunnen          | Landkreis Neuburg-Schrobenhausen  |
| Hohenwart        | Hohenwart        | Landkreis Pfaffenhofen an der Ilm |
| Hörzhausen       | Schrobenhausen   | Landkreis Neuburg-Schrobenhausen  |
| Klenau           | Gerolsbach       | Landkreis Pfaffenhofen an der Ilm |
| Klosterberg      | Hohenwart        | Landkreis Pfaffenhofen an der Ilm |
| Koppenbach       | Hohenwart        | Landkreis Pfaffenhofen an der Ilm |
| Langenmosen      | Langenmosen      | Landkreis Neuburg-Schrobenhausen  |
| Lauterbach       | Aresing          | Landkreis Neuburg-Schrobenhausen  |
| Malzhausen       | Langenmosen      | Landkreis Neuburg-Schrobenhausen  |
| Mühlried         | Schrobenhausen   | Landkreis Neuburg-Schrobenhausen  |
| Peutenhausen     | Gachenbach       | Landkreis Neuburg-Schrobenhausen  |
| Pobenhausen      | Karlskron        | Landkreis Neuburg-Schrobenhausen  |
| Rettenbach       | Aresing          | Landkreis Neuburg-Schrobenhausen  |
| Sandizell        | Schrobenhausen   | Landkreis Neuburg-Schrobenhausen  |
| Sattelberg       | Gachenbach       | Landkreis Neuburg-Schrobenhausen  |
| Schrobenhausen   | Schrobenhausen   | Landkreis Neuburg-Schrobenhausen  |
| Seibersdorf      | Hohenwart        | Landkreis Pfaffenhofen an der Ilm |
| Singenbach       | Gerolsbach       | Landkreis Pfaffenhofen an der Ilm |
| Steingriff       | Schrobenhausen   | Landkreis Neuburg-Schrobenhausen  |
| Strobenried      | Gerolsbach       | Landkreis Pfaffenhofen an der Ilm |
| Waidhofen        | Waidhofen        | Landkreis Neuburg-Schrobenhausen  |
| Wangen           | Waidhofen        | Landkreis Neuburg-Schrobenhausen  |
| Weichenried      | Hohenwart        | Landkreis Pfaffenhofen an der Ilm |
| Weilach          | Gachenbach       | Landkreis Neuburg-Schrobenhausen  |
| Weilenbach       | Aresing          | Landkreis Neuburg-Schrobenhausen  |

## Kfz-Kennzeichen
Am 1. Juli 1956 wurde dem Landkreis bei der Einführung der bis heute gültigen Kfz-Kennzeichen das Unterscheidungszeichen SOB zugewiesen. Es wurde bis zum 3. August 1974 ausgegeben. Seit dem 10. Juli 2013 ist es wieder im Landkreis Neuburg-Schrobenhausen erhältlich.